# Ровијаска (Савона)
Ровијаска је насеље у Италији у округу Савона, региону Лигурија.
Према процени из 2011. у насељу је живело 132 становника. Насеље се налази на надморској висини од 237 м.